# Operazione La Svolta
L'Operazione La Svolta è stata un'operazione di polizia condotta dal Nucleo Investigativo dell'Arma dei Carabinieri di Imperia, comandati dal Capitano Sergio Pizziconi e coordinati dalla direzione distrettuale antimafia di Genova, dalla quale è  scaturito il conseguente processo, che ha avuto luogo in Liguria nei confronti di esponenti della 'ndrangheta ligure ed in particolar modo dei locali di Ventimiglia e Bordighera, strutture di 'ndrangheta operanti negli omonimi comuni della provincia di Imperia.
La sentenza definitiva del processo scaturito venne emessa nell'ottobre 2017 è storica poiché ha riconosciuto per la prima volta l'esistenza della 'ndrangheta nel Ponente ligure, radicata in due distinti locali, a Ventimiglia e Bordighera.

## Operazione La Svolta
Il 14 dicembre 2012 si conclude l'operazione La Svolta condotta carabinieri del Nucleo Investigativo del Comando Provinciale di Imperia, comandati dal capitano Sergio Pizziconi, e diretta dalla Direzione Distrettuale Antimafia di Genova.
L'indagine, iniziata nel 2010, si è conclusa nel 2012 con la retata che ha coinvolto 200 carabinieri e un elicottero e che ha  portato all'arresto di 15 persone tra cui il presunto capo del locale di Ventimiglia Giuseppe Marcianò.
Durante l'operazione vengono anche perquisite le abitazioni dell'ex sindaco, Gaetano Scullino, e dell'ex city manager, Marco Prestileo.
Tra gli arrestati figurano anche: Omar Allavena, Giuseppe Gallotta, Annunziato Roldi, Federico Paraschiva, Salvatore Trinchera, Giuseppe Cosentino, Antonio Palamara, Giuseppe Scarfò, Filippo Spirlì, Rosario Ambesi, Maurizio e Roberto Pellegrino.

## Organigramma della Locale di Ventimiglia
- Antonino Palamara: capo società
- Vincenzo Marcianò:

## Organigramma della Locale di Bordighera
Giuseppe Marcianò, il figlio Vincenzo, i fratelli Pellegrino.

## Processo La Svolta 2012-2015
Giovanni Arena, pubblico ministero della DDA di Genova, il 28 febbraio 2015 ricorre in appello. 
L'8 gennaio 2015 arriva la sentenza del tribunale di Imperia.

### Sentenza
La motivazione della sentenza di condanna si sviluppa in tre temi fondamentali:
1. L'inquadramento dell'art. 416 bis: gli elementi strutturali della fattispecie ed i problemi probatori che essa solleva[2];
2. Il locale di Ventimiglia: l'associazione mafiosa guidata da Marcianò (capo A) ed i singoli delitti-fine[2];
3. Il locale di Bordighera (capo A-bis): il sodalizio criminale dei Pellegrino-Barilaro e le varie condotte delittuose[2].

#### Locale di Ventimiglia
Per quanto concerne la consorteria di Ventimiglia, vengono documentati numerosi episodi delittuosi: l'usura subita da Alessandro D'Ambra (che dichiarò, in dibattimento, di avere paura delle conseguenze delle sue dichiarazioni) e da Gianni Trifoglio (a cui Pino Gallotta disse “Se non paghi ti brucio la casa”); la tentata estorsione al costruttore Parodi (la cui Suzuki Vitara fu colpita da otto colpi di fucile, per mano di Nunzio Roldi), finalizzata ad assicurarsi una percentuale sul movimento-terra legato alla costruzione delle banchine del porto.
Emergono inoltre stretti legami tra il gruppo di Ventimiglia e i clan della Calabria (Piromalli e Mazzaferro in particolare). In un caso i Marcianò si recarono dalla titolare dell'Hotel Piccolo Paradiso di Vallecrosia, Carla Bottino, per indurla ad omettere la registrazione di Piromalli Gianluca, Romagnosi Cosimo e Ciurleo Giuseppe, tre 'ndranghetisti in visita al Nord.
In un'altra occasione, i ventimigliesi ospitarono Domenico La Rosa, un sicario, venuto dalla Calabria per vendicare la morte di Vincenzo Priolo, freddato da un tal Vincenzo Perri. Quest'ultimo, dopo il delitto, si era dato alla fuga verso la Liguria, sicché i compaesani di Ponente si erano attivati per risolvere la faccenda. “Papà, se lo troviamo qua, che non scenda più sotto. A questo bastardo lo dobbiamo fermare” diceva Vincenzo Marcianò al padre Peppino.
Vengono inoltre descritti intensi rapporti con la politica: Marcianò si era speso in particolare per sostenere la candidatura alle Regionali del 2010 di Alessio Saso e Fortunella Moio ed aveva propiziato l'elezione di Armando Biasi a sindaco di Vallecrosia (dove aveva scelto addirittura, pare, i candidati della lista!). Punto di ritrovo tra politici e malavitosi era il ristorante “Le Vele”, dove si organizzavano frequenti cene elettorali: in queste occasioni, scrivono i giudici, si assiste ad una “processione di personaggi di vario genere, pregiudicati di origine calabrese, persone comuni, imprenditori, che si rivolgevano all'ottantenne Marcianò per la soluzione di qualsiasi problema”, dal recupero crediti alle raccomandazioni, passando per la richiesta di protezione.

#### Affaire Marvon
L'aspetto più controverso del processo riguarda l'affaire Marvon, una cooperativa sociale “di tipo B”, in mano al clan intemelio (come l'acronimo inequivocabilmente dimostra: Marcianò Allavena Roldi Vincenzo Omar Nunzio), cui vengono affidati in via diretta numerosi appalti pubblici. Gli inquirenti contestano in particolare tre opere assegnate dal Comune di Ventimiglia, relative al Mercato Coperto e al rifacimento dei marciapiedi di Lungo Roja e Corso Genova. Tali appalti vengono qualificati come “servizi”, mentre in realtà si tratta di “lavori”. L'assegnazione diretta, senza gara, sarebbe dunque possibile, ex art. 125 d. lgs. 163/2006, solo per la prima opera (di valore inferiore alla soglia consentita dei 40.000 euro), ma vietata per le altre due (ben più onerose). Anche il primo appalto, peraltro, era irregolare, poiché presentava la violazione: dell'art. 28, c. 2, d.p.r. 34/2000, che impone alle ditte assegnatarie il possesso di determinati certificati in tema di ambiente/beni culturali, documenti di cui la Marvon era sprovvista.
Nonostante le violazioni amministrative, il Collegio decide motivatamente però di assolvere gli imputati Scullino (ex sindaco) e Prestileo (dirigente generale del Comune), dalla duplice accusa di abuso d'ufficio aggravato e concorso esterno in associazione mafiosa. La Sentenza della Corte di Cassazione, Sez. 6 Num. 55748 Anno 2017, confermando le prime due sentenze di assoluzione, sancisce testualmente, pag. 55 e ss.: “In particolare, ritiene il Collegio che la motivazione della sentenza impugnata debba ritenersi congrua e immune da profili di illogicità là dove nega il carattere macroscopico delle ritenute violazioni di legge di cui ai capi n) e o) (peraltro espressamente escluse dal Consiglio di Stato nella decisione di annullamento dell'atto di scioglimento del Consiglio comunale di Ventimiglia per infiltrazioni mafiose), tale da dimostrare la piena consapevolezza al riguardo dei pubblici ufficiali, e afferma la sussistenza in capo agli imputati di una finalità di interesse pubblico nell'affidamento degli appalti in questione, in forma non partecipata, in favore della cooperativa sociale Marvon. La sentenza impugnata giustifica infatti tali conclusioni mediante il pertinente richiamo all'incarico di analizzare approfonditamente gli aspetti giuridici relativi alla possibilità di affidamento diretto di lavori siffatti a cooperative sociali conferito al Segretario Generale del Comune, Maccapani, ed al parere favorevole, particolarmente approfondito, che Maccapani, soggetto allo scopo qualificato ed esperto, aveva redatto al riguardo. Parere che la Corte territoriale, con valutazione di merito insindacabile in questa sede, reputa pregevole e rilevante ai fini di escludere il dolo intenzionale proprio alla fattispecie di cui all'art. 323 cod. pen.
La Corte territoriale argomenta ulteriormente sul punto dell'affermata sussistenza in capo ai pubblici ufficiali di una finalità di interesse pubblico, collegata sia all'importanza per Ventimiglia della "Battaglia dei fiori", che, più in generale, alla volontà del Sindaco Scullino e della sua amministrazione di realizzare nei modi più celeri le opere pubbliche ritenute primarie per il decoro della città, utilizzando, ove consentito, iter amministrativi più snelli per l'affidamento degli appalti. Anche su tale punto la motivazione della sentenza è priva di profili di illogicità e il ricorso del pubblico ministero, per converso, appare connotato da inammissibili considerazioni di merito”. La Suprema Corte continua sostenendo: “Le considerazioni che precedono refluiscono necessariamente anche sul giudizio relativo alla completezza e alla logicità della motivazione della sentenza impugnata in ordine al reato di concorso esterno in associazione mafiosa contestato ai due imputati al capo c), per il quale è stata dai giudici di merito concordemente esclusa la consapevolezza degli imputati circa il carattere mafioso della Cooperativa Marvon. Una volta ricostruite le vicende di cui ai capi n) e o) riconoscendo la sussistenza di una finalità di interesse pubblico nelle condotte dei pubblici ufficiali e l'ignoranza di questi ultimi circa i legami criminali sottesi all'operatività della Marvon, la decisione liberatoria per l'ulteriore delitto loro contestato deve ritenersi correttamente giustificata”.

#### Locale di Bordighera
La terza parte del provvedimento, relativa a Bordighera, in cui viene ricostruita l'esistenza di un locale che, nel tempo, si è guadagnato una certa autonomia (ed anzi, emerge a più riprese l'insofferenza di Marcianò per la rumorosità dei propri "cugini"). Vi è un primo problema: i capi del sodalizio della città delle palme sarebbero Francesco e Fortunato Barilaro, Michele Ciricosta e Benito Pepé, tutti assolti in primo grado in Maglio 3 (l'inchiesta sorella della D.D.A. genovese), mentre nella Svolta il pm Arena contesta la partecipazione all'associazione mafiosa a tre dei quattro fratelli Pellegrino (Maurizio, Giovanni e Roberto) e ad Antonino Barilaro. Come coniugare questi differenti esiti processuali? Il Tribunale risolve l'apparente incongruenza con grande acume: il processo Maglio 3, celebratosi in rito abbreviato, non ha consentito un'approfondita istruttoria ed è culminato con l'assoluzione degli imputati con la formula dubitativa di cui all'art. 530, c. 2, c.p.p. (che si utilizza quando la prova manca, è insufficiente o contraddittoria).
Diversamente, nella Svolta si è proceduto in rito ordinario, potendo così accertare, nel dettaglio, i numerosi delitti-fine commessi dagli associati (tali reati, peraltro, sono normalmente posti in essere dai meri partecipanti, non dai capi dell'organizzazione. Non deve sorprendere che i capi del sodalizio, processati in Maglio 3, non commettano personalmente reati come un'estorsione, perché costoro si occupano prevalentemente di questioni organizzative e politiche.).
I Pellegrino hanno, tutti, precedenti per traffico di droga e/o detenzioni di armi e sono considerati molto vicini alla cosca Santaiti-Gioffré di Seminara (RC).
L'accusa documenta numerosi episodi criminali: la tentata estorsione a Gianni Andreotti, finalizzata ad acquisire l'agriturismo “Del Povero” (con tanto di pestaggio della vittima e una testimone oculare, Brunella Mocci, terrorizzata all'idea di dover raccontare ciò che aveva visto: “Quelli sono mafiosi…”); le minacce subite dagli Assessori Sferrazza e Ingenito, non troppo entusiasti di concedere l'autorizzazione all'apertura di una sala giochi su cui avevano messo gli occhi i Pellegrino; altre minacce subite dall'ispettore di polizia Rocco Magliano (Roberto Pellegrino: “Ti scanno, so dove abiti”), dal maresciallo Cotterchio (da parte di Antonino Barilaro), dal giornalista Tenerelli (Giovanni Pellegrino: “Se non scrivi cose giuste ti taglio le dita della mano”).
Poi vi sono gli incendi dolosi a danno della Tesorini e della Negro di Bordighera, due ditte di movimento-terra concorrenti della Fratelli Pellegrino s.r.l.; ancora, l'assistenza offerta al latitante Carmelo Costagrande, ospitato e nascosto nella città delle palme, fatto per il quale Maurizio Pellegrino era già stato condannato per favoreggiamento personale aggravato; numerosi episodi di cessione di sostanze stupefacenti; infine cene e incontri elettorali, in particolare con Giovanni Bosio, il sindaco di Bordighera, ed Eugenio Minasso, già esponente di spicco di AN in Liguria.

## La condanna
16 soggetti sono condannati per associazione mafiosa (oltre agli altri reati menzionati); 1 a titolo di tentativo (A. Macrì, che si era prodigato per ottenere il “battesimo”, dichiarandosi pronto a qualsiasi operazione, ma aveva incontrato il rifiuto di Marcianò, che lo riteneva troppo esagitato e pericoloso); altri 10 per fattispecie meno gravi; solo 9 vengono assolti da ogni addebito, tra cui i due “colletti bianchi” di Ventimiglia.
Seguono i risarcimenti alle parti civili (Comune di Ventimiglia € 600.000, Comune di Bordighera € 400.000, Regione Liguria € 300.000) e le confische a numerosi imputati.

## La storica sentenza definitiva
Nella notte tra il 14 e il 15 settembre 2017 arriva la sentenza della Cassazione e per la prima volta un giudizio definitivo conferma la presenza della 'ndrangheta in Liguria. I Pellegrino-Barilaro di Bordighera devono essere nuovamente processati in appello poiché le loro assoluzioni sono state annullate, mentre vengono assolti Federico Paraschiva e anche stavolta, dopo la doppia conforme assoluzione già avvenuta in primo e secondo grado, viene definitivamente confermata l'assoluzione dell’ex sindaco di Ventimiglia Gaetano Scullino e del general manager Marco Prestileo. Vengono invece condannati in via definitiva con l'accusa di associazione mafiosa e condotti al carcere di Marassi Alvaro Nazzareno (3 anni e 4 mesi), Vincenzo Marcianò (7 anni, figlio di Giuseppe), Vincenzo Marcianò (6 anni e 7 mesi, nipote), Ettore Castellana (8 anni), Annunziato Roldi (8 anni), Omar Allavena (6 mesi e 7 anni), Giuseppe Gallotta (14 anni) e Paolo Macrì (5 anni) mentre sono stati condannati per spaccio e portati al penitenziario di Sanremo, dove si trovava già Filippo Spirlì (4 anni), Maurizio Pellegrino (9 anni) e Salvatore De Marte (4 anni). Infine Armando d’Agostino e Giuseppe Calabrese, che devono scontare 4 anni e mezzo e 5 anni e 4 mesi, sono stati catturati a Lucca e Scilla. Il capo della locale di Ventimiglia Giuseppe Marcianò è invece morto a gennaio a 82 anni dopo la condanna in appello a 15 anni e 4 mesi.